# Списак рекорда ФК Партизан
Фудбалски клуб Партизан је српски фудбалски клуб из Београда. Своје утакмице играју на стадиону Партизана од 1949. године
Следи списак који садржи рекорде које су поставили играчи, тренери и клуб.
Играч који је одиграо највише утакмица је Саша Илић, преко 800. Стјепан Бобек је са 425 поготка најбољи стрелац у историји клуба.

## Успеси

### Национална такмичења
Национално првенство – 27
- Првенство СФР Југославије

-  Првак (11): 1946/47, 1948/49, 1960/61, 1961/62, 1962/63, 1964/65, 1975/76, 1977/78, 1982/83, 1985/86, 1986/87.
-  Вицепрвак (9): 1953/54, 1955/56, 1957/58, 1958/59, 1967/68, 1969/70, 1983/84, 1987/88, 1991/92.

- Првенство СР Југославије

-  Првак (7): 1992/93, 1993/94, 1995/96, 1996/97, 1998/99, 2001/02, 2002/03.
-  Вицепрвак (3): 1994/95, 1999/00, 2000/01.

- Првенство Србије и Црне Горе

-  Првак (1): 2004/05.
-  Вицепрвак (2): 2003/04, 2005/06.

- Првенство Србије

-  Првак (8): 2007/08, 2008/09, 2009/10, 2010/11, 2011/12, 2012/13, 2014/15, 2016/17.
-  Вицепрвак (8): 2006/07, 2013/14, 2015/16, 2017/18, 2019/20, 2020/21, 2021/22, 2023/24.

Национални куп – 16
- Куп СФР Југославије

-  Победник (6): 1947, 1952, 1954, 1956/57, 1988/89, 1991/92.
-  Финалиста (4): 1948, 1958/59, 1959/60, 1978/79.

- Куп СР Југославије

-  Победник (3): 1993/94, 1997/98, 2000/01.
-  Финалиста (3): 1992/93, 1995/96, 1998/99.

- Куп Србије

-  Победник (7): 2007/08, 2008/09, 2010/11, 2015/16, 2016/17, 2017/18, 2018/19.
-  Финалиста (4): 2014/15, 2019/20, 2020/21, 2021/22.

Национални суперкуп – 1
- Суперкуп СФР Југославије

-  Победник (1): 1989.

### Континентална такмичења
- Куп европских шампиона / Лига шампиона

-  Финалиста (1): 1965/66.
-  Четвртфинале (2): 1955/56, 1963/64.
-  Осмина финала (2): 1961/62, 1983/84.
-  Групна фаза (2): 2003/04, 2010/11.

- Куп УЕФА / Лига Европе

-  Треће коло / Осмина финала (4): 1974/75, 1984/85, 1990/91, 2004/05.
-  Шеснаестина финала (1): 2017/18.

- Куп победника купова

-  Четвртфинале (1): 1989/90.
-  Осмина финала (1): 1998/99.

- Лига конференције

-  Осмина финала (1): 2021/22.
-  Бараж за елиминациону фазу (1): 2022/23.

- Митропа куп

-  Победник (1): 1978.
-  Полуфинале (2): 1956, 1959.

## Играчки рекорди

### Највише одиграних утакмица
| Поз. | Име                | Године              | Првенство | Куп | Европа | Остало | Укупно |
| ---- | ------------------ | ------------------- | --------- | --- | ------ | ------ | ------ |
| 1    | Саша Илић          | 1996–2005 2010–     | 403       | 59  | 113    | 260    | 835    |
| 2    | Момчило Вукотић    | 1968–1978 1979–1984 | 395       | 20  | 21     | 355    | 791    |
| 3    | Никица Клинчарски  | 1976–1985 1987–1989 | 261       | 24  | 18     | 262    | 565    |
| 4    | Милан Дамјановић   | 1962–1971           | 214       | 13  | 9      | 301    | 537    |
| 5    | Благоје Пауновић   | 1965–1975           | 252       | 14  | 16     | 232    | 514    |
| 6    | Љубомир Михајловић | 1961–1970           | 230       | 14  | 26     | 242    | 512    |
| 7    | Ненад Стојковић    | 1974–1984           | 245       | 18  | 10     | 219    | 492    |
| 8    | Владица Ковачевић  | 1959–1966 1967–1970 | 215       | 22  | 24     | 226    | 487    |
| 9    | Влада Пејовић      | 1967–1978           | 172       | 6   | 13     | 294    | 485    |
| 10   | Стјепан Бобек      | 1945–1959           | 195       | 37  | 5      | 241    | 478    |

### Највише постигнутих голова
| Поз. | Име                 | Године              | Првенство | Куп | Европа | Остало | Укупно |
| ---- | ------------------- | ------------------- | --------- | --- | ------ | ------ | ------ |
| 1    | Стјепан Бобек       | 1945–1959           | 118       | 48  | 1      | 258    | 425    |
| 2    | Марко Валок         | 1947–1959           | 97        | 35  | 2      | 277    | 411    |
| 3    | Мустафа Хасанагић   | 1962–1969           | 112       | 8   | 9      | 226    | 355    |
| 4    | Момчило Вукотић     | 1968–1978 1979–1984 | 114       | 2   | 8      | 215    | 339    |
| 5    | Владица Ковачевић   | 1959–1966 1967–1970 | 112       | 14  | 13     | 180    | 319    |
| 6    | Саша Илић           | 1996–2005 2010–     | 126       | 17  | 15     | 84     | 242    |
| 7    | Милош Милутиновић   | 1952–1958           | 53        | 10  | 8      | 160    | 231    |
| 8    | Првослав Михајловић | 1945–1950 1951–1957 | 64        | 13  | 1      | 120    | 198    |
| 9    | Ненад Бјековић      | 1969–1976           | 82        | 4   | 2      | 109    | 197    |
| 10   | Саво Милошевић      | 1992–1995           | 67        | 14  | 0      | 110    | 191    |

## Индивидуална статистика

### Национална такмичења
Најбољи стрелац првенства СФР Југославије
| Сезона   | Име               | Голови |
| -------- | ----------------- | ------ |
| 1950.    | Марко Валок       | 17     |
| 1953/54. | Стјепан Бобек     | 21     |
| 1966/67. | Мустафа Хасанагић | 18     |
| 1974/75. | Бошко Ђорђевић    | 20     |
| 1975/76. | Ненад Бјековић    | 24     |

Најбољи стрелац првенства СР Југославије
| Сезона   | Име            | Голови |
| -------- | -------------- | ------ |
| 1993/94. | Саво Милошевић | 21     |
| 1994/95. | Саво Милошевић | 30     |
| 1999/00. | Матеја Кежман  | 27     |
| 2002/03. | Звонимир Вукић | 22     |
| 2005/06. | Срђан Радоњић  | 20     |

Најбољи стрелац првенства Србије
| Сезона   | Име                    | Голова |
| -------- | ---------------------- | ------ |
| 2008/09. | Ламин Дијара           | 19     |
| 2010/11. | Ивица Илиев            | 13     |
| 2016/17. | Урош Ђурђевић Леонардо | 24     |

### Идеални тим сезоне првенства Србије
2008/09.
 Младен Божовић,  Иван Стевановић,  Ненад Ђорђевић,  Иван Обрадовић,  Љубомир Фејса,  Немања Томић,  Алмами Мореира,  Ламин Дијара
2009/10.
 Младен Крстајић,  Марко Ломић,  Љубомир Фејса,  Радосав Петровић,  Алмами Мореира
2010/11.
 Стефан Савић,  Стефан Бабовић,  Радосав Петровић,  Ивица Илиев
2011/12.
 Мохамед Камара,  Звонимир Вукић,  Стефан Бабовић,  Лазар Марковић
2012/13.
 Владимир Стојковић,  Иван Иванов,  Саша Илић,  Лазар Марковић,  Александар Митровић
2013/14.
 Милан Лукач,  Мирослав Вулићевић,  Никола Дринчић
2014/15.
 Стефан Бабовић,  Никола Дринчић
2015/16.
 Немања Михајловић
2016/17.
 Мирослав Вулићевић,  Бојан Остојић,  Евертон Луиз,  Урош Ђурђевић,  Леонардо
Југословенски фудбалер године
- Ненад Стојковић (1978)

Југословенски спортиста године
- Милан Галић (1962)

Најбољи млади спортиста СЦГ
- Симон Вукчевић (2004)

Српски фудбалер године
- Предраг Мијатовић (1992)
- Матеја Кежман (2000)
- Владимир Стојковић (2017)

Играч године у првенству Србије
- Алмами Мореира (2009)
- Урош Ђурђевић (2017)

### Интерконтинентална такмичења
Најбољи стрелац Европског првенства
| Година | Име         | Голова |
| ------ | ----------- | ------ |
| 1960.  | Милан Галић | 2      |

Најбољи стрелац Купа европских шампиона/Лиге шампиона
| Сезона   | Име               | Голова |
| -------- | ----------------- | ------ |
| 1955/56. | Милош Милутиновић | 8      |
| 1963/64. | Владица Ковачевић | 7      |

Кандидати за Златну лопту
- Милош Милутиновић (1957) 14. место
- Милан Галић (1962) 8. место
- Милан Галић (1965) 17. место

Играч године ФК Партизан
Играч године ФК Партизан је анкета на званичном сајту клуба. Одржава се на крају сваке године, а навијачи гласају за најбољег играча у протеклој години. Одржавала се од 2002. до 2013.
| Година | Освајач        |
| ------ | -------------- |
| 2002   | Звонимир Вукић |
| 2003   | Игор Дуљај     |
| 2004   | Симон Вукчевић |
| 2005   | Алберт Нађ     |
| 2006   | Ивица Краљ     |
| 2007   | Стеван Јоветић |

| Year | Winner             |
| ---- | ------------------ |
| 2008 | Алмами Мореира     |
| 2009 | Није се гласало    |
| 2010 | Клео               |
| 2011 | Лазар Марковић     |
| 2012 | Иван Иванов        |
| 2013 | Владимир Стојковић |

Најбољих 11
1995. године, ФК Партизан је славио пола века постојања. Партизанов весник званични фан часопис организовао је анкету у којој се бирало најбољих 11 у историји Партизана (Величанствених 11').
Голман
- Милутин Шошкић (5.910 гласова)

Одбрана
- Бруно Белин (5.958)
- Велибор Васовић (5.496)
- Бранко Зебец (5.218)
- Фахрудин Јусуфи (4.300)

Везни ред
- Златко Чајковски (5.244)
- / Предраг Мијатовић (4.946)
- Милош Милутиновић (4.728)
- Момчило Вукотић (4.558)

Напад
- Стјепан Бобек (6.272)
- Милан Галић (5.058)

Играчи који који су учествовали на међународним турнирима док су били чланови Партизана

#### Светско првенство
- Светско првенство 1950. 5. место
  -  Александар Атанацковић
  -  Стјепан Бобек
  -  Златко Чајковски
  -  Ратко Чолић
  -  Владимир Фирм
  -  Миодраг Јовановић
  -  Првослав Михајловић
- Светско првенство 1954. 8. место
  -  Златко Чајковски
  -  Стјепан Бобек (Капитен)
  -  Бранко Зебец
  -  Бруно Белин
  -  Милош Милутиновић
- Светско првенство 1958. 8. место
  -  Бранко Зебец (Капитен)
  -  Милош Милутиновић
  -  Милорад Милутиновић
- Светско првенство 1962. 4. место
  -  Милутин Шошкић
  -  Фахрудин Јусуфи
  -  Милан Галић (Капитен)
  -  Владица Ковачевић
- Светско првенство 1982. 16. место
  -  Ненад Стојковић
  -  Звонко Живковић
- Светско првенство 1990. 5. место
  -  Вујадин Станојковић
  -  Предраг Спасић
  -  Фахрудин Омеровић
- Светско првенство 1998. 10. место
  -  Ивица Краљ
- Светско првенство 2006. 32. место
  -  Ненад Ђорђевић
  -  Алберт Нађ
- Светско првенство 2010. 23. место
  -  Радосав Петровић

## Рекорди тренера
- Први тренер:  Фрањо Гласер, од октобра 1945. до новембра 1946.
- Тренер који се најдуже задржао у клубу:  Љубиша Тумбаковић, од јула 1992. до јуна 1999. и од маја 2000. до децембра 2002. (9 година).

## Индивидуални рекорди и статистика
- Највише голова: 
  - У свим такмичењима – 425,  Стјепан Бобек (1945–1959).
  - У лиги – 126,  Саша Илић (1996–2005, 2010–).
  - У европским такмичењима – 17,  Рикардо Гомеш (2018-2019, 2021–).
- Највише голова на једној утакмици:
  - У првенству – 9,  Стјепан Бобек (8. јуна 1947. против 14. октобра).
  - У европским такмичењима – 4,  Милош Милутиновић (12. октобра 1955. против  Спортинга).
- Први гол: 
  - Први гол у историји клуба –  Силвестер Шереш (6. октобра 1945. против Земуна).[2]
  - У првенству СФР Југославије – Флоријан Матекало (25. августа 1946. против Победе).
  - У првенству СР Југославије/СЦГ –  Славиша Јокановић (23. августа 1992. против Земуна).
  - У првенству Србије –  Обиора Одита (5. августа 2006. против Бежаније).
- Јубиларни голови у европским такмичењима: 
  - 1. –  Милош Милутиновић (4. септембра 1955. против  Спортинга).
  - 100. –  ? (21. јун 1972. против  Први Бечки ФК).
  - 200. –  Саша Илић (13. августа 1998. против  Динамо Батуми).
  - 300. –  Стеван Јоветић (2. августа 2007. против  Зрињског).
  - 400. –  Абубакар Умару (17. септембра 2015. против  АЗ Алкмара).
- Рекорди у првенству Србије:
- Најбржи гол – 10 секунди,  Урош Ђурђевић (11. децембра 2016. против Чукаричког).
- Највише хет-трикова – 3,  Ламин Дијара.
- Најбржи хет-трик – 18 минута,  Немања Којић (3. маја 2014. v Доњег Срема).
- Постигао гол на највише узастопних мечева – 7,  Урош Ђурђевић (сезона 2016/17.).
- Најмлађи стрелац – 16 година, два месеца и 5 дана,  Душан Влаховић (2. априла 2016. против Радник Сурдулице).
- Најстарији стрелац – 39 година, десет месеци и 6 дана,  Саша Илић (5. новембра 2017. против Мачве).